# Furci
Furci község (comune) Olaszország Abruzzo régiójában, Chieti megyében.

## Fekvése
A megye keleti részén fekszik. Határai: Cupello, Fresagrandinaria, Gissi, Monteodorisio, Palmoli és San Buono.

## Története
Első írásos említése a 12. századból származik. A következő századokban nemesi birtok volt. Önállóságát a 19. század elején nyerte el, amikor a Nápolyi Királyságban felszámolták a feudalizmust.

## Népessége
A népesség számának alakulása:

## Főbb látnivalói
- Beato Angelo-templom
- San Sabino Vescovo-templom
- Beato Angelo-kápolna